# Romosz
Romosz (ukr. Ромош) – wieś na Ukrainie w rejonie czerwonogrodzkim obwodu lwowskiego.